# Bjala (Varna)
Bjala (búlgaro: Бяла) é uma cidade da Bulgária, localizada no distrito de Varna. A sua população era de 2,171 habitantes segundo o censo de 2010.

## População
| Bjala | Bjala | Bjala | Bjala | Bjala | Bjala | Bjala | Bjala | Bjala | Bjala | Bjala | Bjala | Bjala | Bjala | Bjala | Bjala | Bjala | Bjala | Bjala | Bjala |
| --- | ----- | ----- | ----- | ----- | ----- | ----- | ----- | ----- | ----- | ----- | ----- | ----- | ----- | ----- | ----- | ----- | ----- | ----- | ----- |
| Ano | 1887  | 1910  | 1934  | 1946  | 1956  | 1965  | 1975  | 1985  | 1992  | 2001  | 2002  | 2003  | 2004  | 2005  | 2006  | 2007  | 2008  | 2009  | 2010  |
| População |       |       |       | …     | …     | …     | …     | 2,549 | 2,416 | 2,108 | 2,087 | 2,029 | 2,016 | 2,024 | 2,055 | 2,060 | 2,196 | 2,200 | 2,171 |
| Fontes: Instituto Nacional de Estatísticas, „citypopulation.de“, „pop-stat.mashke.org“, Bulgarian Academy of Sciences |       |       |       |       |       |       |       |       |       |       |       |       |       |       |       |       |       |       |       |